# Cebola (carnavalesco)
Cláudio Cavalcante, mais conhecido como Cláudio Cebola ou simplesmente Cebola é um carnavalesco carioca. Tornou-se famoso porém no Carnaval de São Paulo, após passar pela Águia de Ouro e Mancha Verde, quando apresentou temas arrojados, por vezes com alguma temática religiosa e apocalíptica.

## Carreira
Começou em barracões de escolas de samba sendo decorador de alegorias da Mocidade, quando o carnavalesco era Fernando Pinto, no ano de 1986 e mais tarde, sendo assistente de Renato Lage. além de colaborar com Roberto Szaniecki no Salgueiro e Miguel Falabella na Império da Tijuca. sua estreia como carnavalesco, foi pela Tom Maior, em 2000. Em seguida, desenvolveu o carnaval da Império de Casa Verde. foi pra Manaus, assumir o comando do carnaval da Sem Compromisso e depois retornou para São Paulo, aonde esteve durante três anos, fazendo o carnaval da Águia de Ouro e dois pela então emergente Mancha Verde. mas no ano de 2008, retornou a Mocidade, onde fez parte de uma comissão de Carnaval que auxiliava o então carnavalesco Cid Carvalho e no ano seguinte, sendo efetivado como 
como carnavalesco da escola. onde num desfile pífio, fez com om que a direção da agremiação o demitisse.
Novamente regressando a São Paulo, no qual retornou a Mancha Verde, levando a escola a um das melhores posições no grupo de elite do carnaval paulista e voltando a Águia de Ouro, primeiramente na Comissão de Carnaval, em 2011 e assinando o carnavais de 2012 e 2013, novanente ingressando da Comissão de Carnaval, em 2014 e dividindo com Amarildo de Mello, em 2015. de onde saiu depois do carnaval e da breve passagem no Carnaval Capixaba, pela Independente de Boa Vista. No ano de 2016, foi contratado pela segunda vez como carnavalesco da escola de samba Tom Maior.Em 2017 continuou como carnavalesco da Tom Maior

## Enredos desenvolvidos por Cebola
| Ano  | Escola                                | Colocação   | Divisão              | Enredo                                                                                                 |
| ---- | ------------------------------------- | ----------- | -------------------- | --- |
| 2000 | Tom Maior                             | 13º lugar   | Grupo Especial       | Terra à Vista                                                                                          |
| 2001 | Império de Casa Verde                 | 4º lugar    | Grupo de Acesso      | Fantástica Máquina dos Sonhos                                                                          |
| 2002 | Sem Compromisso                       | Vice-Campeã | Grupo Especial       | De Nossa Senhora da Conceição de Mariuá à Barcelos dos Peixes Ornamentais                              |
| 2003 | Águia de Ouro                         | 11º lugar   | Grupo Especial       | Quem Tem Olho Grande Já Entra na China                                                                 |
| 2004 | Águia de Ouro                         | 8º lugar    | Grupo Especial       | Sou Mais São Paulo… Ana Maria Braga Conta 450 Anos da Culinária Paulistana                             |
| 2005 | Águia de Ouro                         | 10º lugar   | Grupo Especial       | O Pão Nosso de Cada Dia Nos Dai Hoje                                                                   |
| 2006 | Mancha Verde                          | Campeã      | Grupo das Esportivas | Bem Aventurados Sejam Os Perseguidos, Por Causa Da Justiça Dos Homens… Porque Deles É O Reino Dos Céus |
| 2006 | Mancha Verde                          | 7º lugar    | Grupo Especial       | Bem Aventurados Sejam Os Perseguidos, Por Causa Da Justiça Dos Homens… Porque Deles É O Reino Dos Céus |
| 2007 | Mancha Verde                          | Campeã      | Grupo das Esportivas | Decifra-me ou devoro-te! Apocalipse quatro cavaleiros, três profecias e quatro segredos                |
| 2007 | Mancha Verde                          | 11º lugar   | Grupo Especial       | Decifra-me ou devoro-te! Apocalipse quatro cavaleiros, três profecias e quatro segredos                |
| 2009 | Mocidade Independente de Padre Miguel | 11º lugar   | Grupo Especial       | Clube Literário Machado de Assis e Guimarães Rosa, estrelas em poesia!                                 |
| 2010 | Mancha Verde                          | 4º lugar    | Grupo Especial       | Aos Mestres com Carinho! Mancha Verde "ensina" como criar identidade!                                  |
| 2011 | Águia de Ouro                         | 6º lugar    | Grupo Especial       | Com todo o gás, a Águia de Ouro é fogo!                                                                |
| 2012 | Águia de Ouro                         | 12º lugar   | Grupo Especial       | Tropicália da Paz e Amor, O Movimento que não Acabou!                                                  |
| 2013 | Águia de Ouro                         | 3º lugar    | Grupo Especial       | Minha missão. O canto do povo. João Nogueira                                                           |
| 2013 | Independente de Boa Vista             | Vice-Campeã | Grupo Especial       | Diáspora Africana - O grito de liberdade de uma raça                                                   |
| 2014 | Águia de Ouro                         | 3º lugar    | Grupo Especial       | A velha Bahia apresenta o centenário do poeta cancioneiro Dorival Caymmi                               |
| 2015 | Águia de Ouro                         | 4º lugar    | Grupo Especial       | Brasil e Japão: 120 anos de união                                                                      |
| 2016 | Tom Maior                             | Vice-Campeã | Grupo de Acesso      | Travessias de Milton Nascimento. Todo artista tem de ir aonde o povo está...                           |
| 2017 | Tom Maior                             | 12º lugar   | Grupo Especial       | Elba Ramalho canta em oração o folclore do Nordeste. Toque sanfoneiro: forró, frevo e xaxado.          |
| 2019 | Mocidade Amazonense                   | 4º lugar    | Grupo Especial       | Guarujá-Guaryyá: Viagem a Ilha do sol - A verdadeira pérola do atlântico                               |
| 2020 | Camisa Verde e Branco                 | 5° lugar    | Grupo de Acesso      | Ajayö, Carlinhos Brown candomblés, tambores e batuques ancestrais                                      |
| 2020 | Mocidade Amazonense                   | 5º lugar    | Grupo Especial       | Quilombo do Samba - Coisa de Pele                                                                      |
| 2023 | Pérola Negra                          | 6° lugar    | Grupo de Acesso      | Prepare o seu coração: Jair Rodrigues, festa para o Rei Negro...                                       |